# 북남고속철도
북남고속철도(베트남어: Đường sắt cao tốc Bắc-Nam)는 베트남의 고속철도 노선으로, 현재 2035년 완공을 목표로 계획 상태에 있다. 하노이시 타인찌현에서  호찌민시 투득시를 연결하는 노선이다. 2024년 11월, 베트남 국회는 670억 달러(약 93조 6,000억 원) 규모의 철도 건설을 승인하였다.

## 배경
베트남은 동남아시아 지역에서 비교적 완전하고 초기 단계의 철도 시스템을 갖춘 나라로 분류된다. 자동차의 보급으로 철도망은 침체기를 맞이하였고, 최소한의 확장만 이루어졌다.
수도 하노이에서 최대 도시 호찌민시까지는 일반 철도와 시외버스로는 30시간 이상 소요되며, 비행기로는 약 2시간이 소요된다. 하지만, 고속철도가 연결되면 이동 시간은 약 5시간으로 줄어들게 된다.

## 역사

### 계획
일본 정부는 2006년 응우옌떤중 총리가 일본을 방문한 이후 이 프로젝트에 대한 공적개발원조를 제공할 의사를 밝혔다. 연관 프로젝트인 남북고속도로가 포함된 양해각서 또한 서명되었다. 당시의 초기 계획에 따르면, 건설은 2010년 시작되고 2020년에는 운행을 목표로 추진되었었다. 초기 비용은 330억 달러로 추산되었다.
일본-베트남 합동반이 예비 지형 및 지질학적 탐사를 수행하기도 하였다. 하지만 2010년 6월 19일, 베트남 국회는 관련 비용이  당시 국내총생산(GDP)의 절반에 달하는 비용(약 560억 달러)이 들 것으로 예상되는 만큼 국회에서 부결 처리되었다. 슈지 에구치 일본 교통부 산하 철도국 국장은 "단계적 접근 방식"이 필요하며 베트남의 기존 철도망은 "단선이며 아직 전철화되지 않았다"고 지적하였다. 또한 정부는 "인력을 양성하고 필요한 법률을 제정"하여야 한다고 역설하였다.
응우옌 후 방 베트남 철도 최고경영자는 정부가 2011년 베트남 공산당의 새 지도자가 선출된 후 프로젝트를 재제출할 것으로 예상되며, 일본국제협력기구(JICA)에 하노이에서 빈까지와 호치민시에서 나트랑까지 두 개의 우선 구간의 타당성 검토를 요청할 가능성이 높다고 밝혔다. 이후 JICA는 이에 대한 자세한 연구를 시작하였으며, 국가 예산과 일부는 JICA로부터 충당한 자금으로 2011년 5월부터 2013년 3월까지 연구를 실시하였다.  2010년 10월, 호앙쭝하이 부총리는 일본 기술 지원 수신을 승인하였다.
2013년 3월, JICA는 남북 고속철도에 대한 2차 계획을 수립하여 프로젝트 개발을 위해 관계 당국에 보고서를 제출하였다. 보고서에 따르면, 2013년 10월 JICA가 102억 달러를 투자하는 형식으로 하노이-빈 구간의 초기 노선을 제안하였다.
2016년 9월, 교통부는 일본 컨설팅 합작법인(JCJV)과 한국국제협력단(KOICA), JICA가 2013년 제출한 세 건의 타당성 조사를 갱신하였다. 2018년 11월 12일 교통부를 의장으로 한 컨퍼런스에서 일부 전문가들은 고속철도 1km당 건설 비용이 3,800만 달러로, 중국의 2,700만 달러, 스페인의 2,600만 달러에 비해 너무 높다고 의견을 나타냈다.
2024년 11월 30일, 베트남 국회는 약 670억 달러(약 93조6,000억원)의 사업비가 투입되는 투자 계획을 승인하였다.

### 자본
2023년, 베트남 정부는 남북고속철도의 건설을 외국 자본에 의존하지 않고 자체 자금으로 추진하기로 하였다. 응우옌 다이 후이 교통부 차관은 어느 나라에서든 돈을 빌리면 조건이 붙는 경우가 많기 때문에 독립·자조의 정신으로 외국 차관에 의존하지 않기로 한 것이라고 밝혔다.
따라서, 총 673억 4천만 달러(약 89조 7천억 원)에 이르는 고속철도 건설 자금을 일차적으로 국가 예산에서 조달하고, 필요한 경우 국채를 발행할 예정인 것으로 알려졌다. 하지만 베트남 자체의 자금만으로 충분하지 않을 경우, 외국 자본 조달의 가능성을 열어두었다. 그러나 그 규모를 최소화하고 베트남으로 기술을 이전하는 조건을 포함할 것이라고 조건을 두었다.

### 차량
베트남은 세계 각국의 고속철도 기술 중 비용과 베트남의 기술 획득(이전) 가능성을 고려하여 선정할 것이라고 밝혔다. 선정된 외국의 도급업체는 베트남 국내 업체가 고속철도 건설에 기여할 수 있도록 베트남 내에서 생산된 제품과 서비스를 활용하여야 한다고 조건을 두었다.
2024년 7월, 박상우 국토교통부 장관을 단장으로 한 민·관 합동지원단은 남북고속철도 건설에 한국 기업과 기관의 참여 지원을 위하여 베트남을 방문하였다. 박 장관은 응우옌 쑤언 상 교통운송부 차관을 만나 남북고속철도 사업에 한국이 참여할 의사가 있음을 전달하였다. 또한, 2025년 1단계 사업이 구체화하기 전 고속철 기술의 베트남 이전, 한국 기업·기관의 참여 방안 등을 포함하는 양해각서(MOU)를 체결할 필요성을 논의하였다.

## 같이 보기
- 베트남의 교통
- 베트남의 철도